# Эцзяо

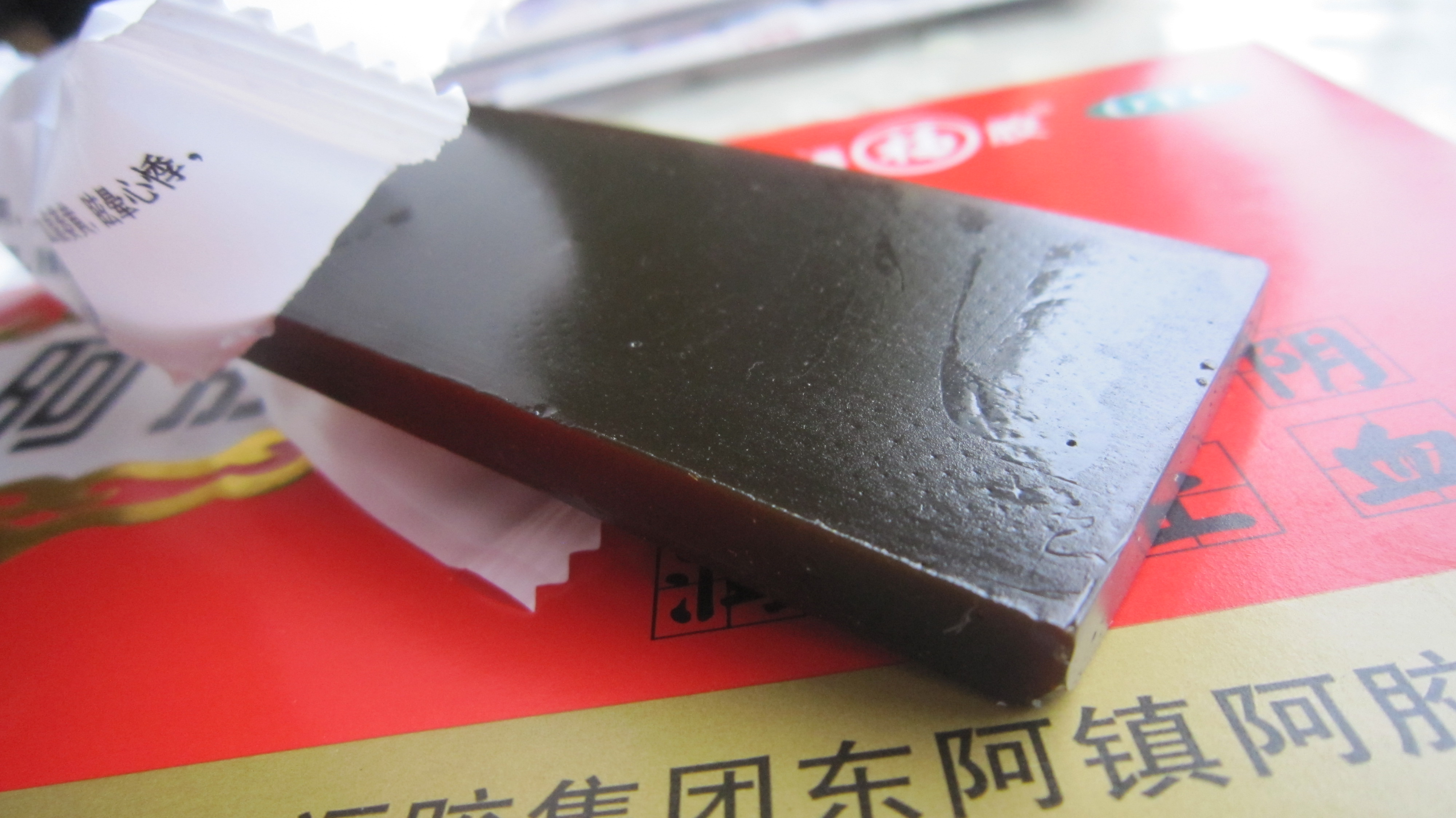
Плитка желеобразного эцзяо

Эцзяо (кит. трад. 阿膠, упр. 阿胶, пиньинь ē jiāo) — коричневый или янтарный желатин, получаемый при длительной варке ослиных шкур; является популярным препаратом традиционной китайской медицины. Родиной эцзяо считается уезд Дунъэ провинции Шаньдун, также препарат производят в провинциях Цзянсу и Чжэцзян. Продаётся в виде желе, пасты или жидкости, также его добавляют в драже, пудинги, травяной чай и косметические средства. Ежегодное производство эцзяо составляет 4—5 тонн. Если в 2000 году килограмм эцзяо стоил в Китае 30 долларов, то в 2017 году — 390 долларов, а в 2019 году — уже 780 долларов. Высокий спрос на препарат привёл к резкому сокращению популяции домашних ослов по всему миру.  

## История

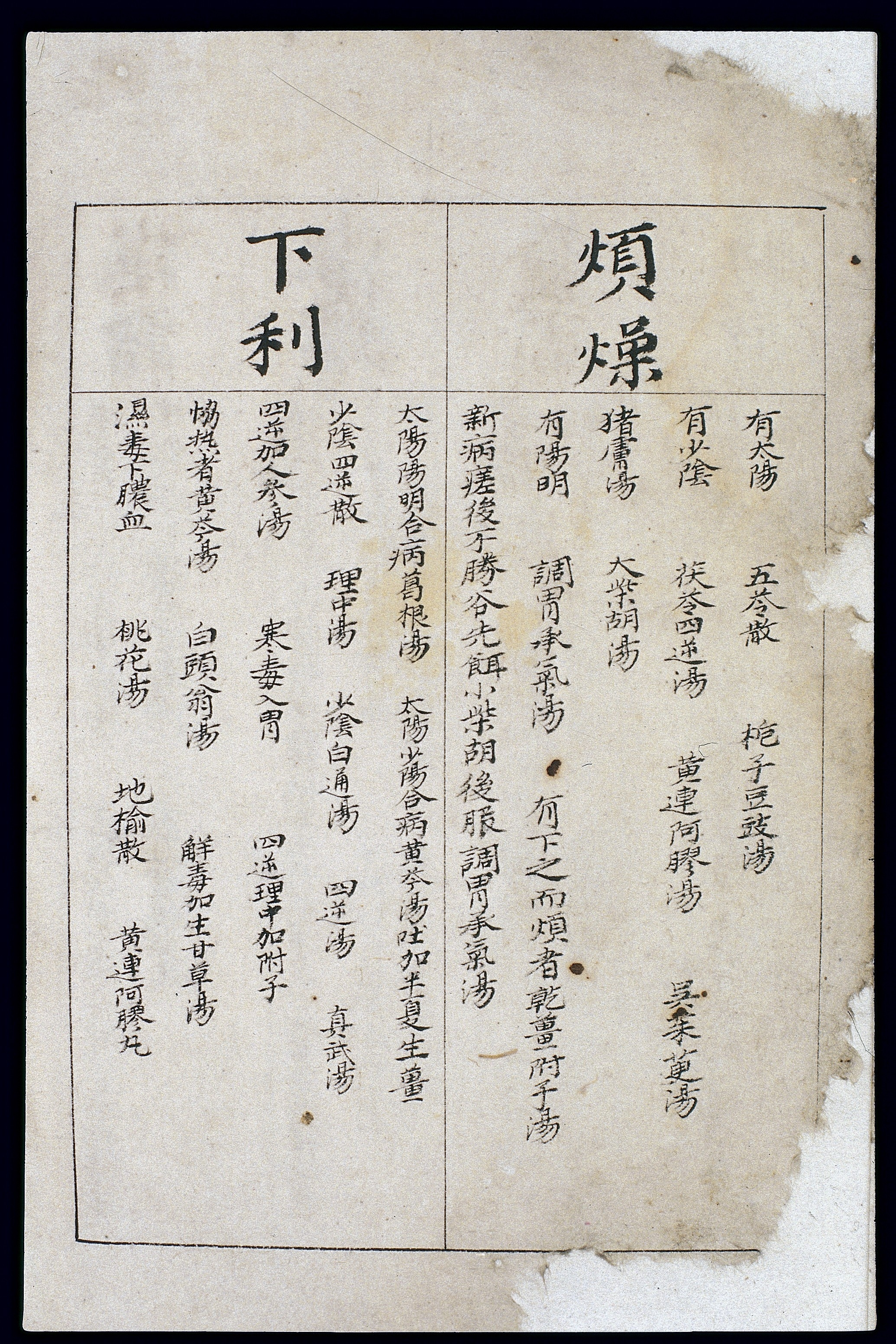
Копия медицинского манускрипта «Шанхань дяньдянь цзинь шу» эпохи династии Юань

Согласно китайской мифологии, впервые эцзяо упоминается в древнем медицинской трактате Шэнь-нуна. В медицинском манускрипте «Шанхань дяньдянь цзинь шу», который датируется серединой XIV века, рекомендуется применять эцзяо при возникновении проблем в малом канале Инь (шаоинь цзин). Также эцзяо прописывали при кровавой диарее и отравлении «тёплыми» ядами. 

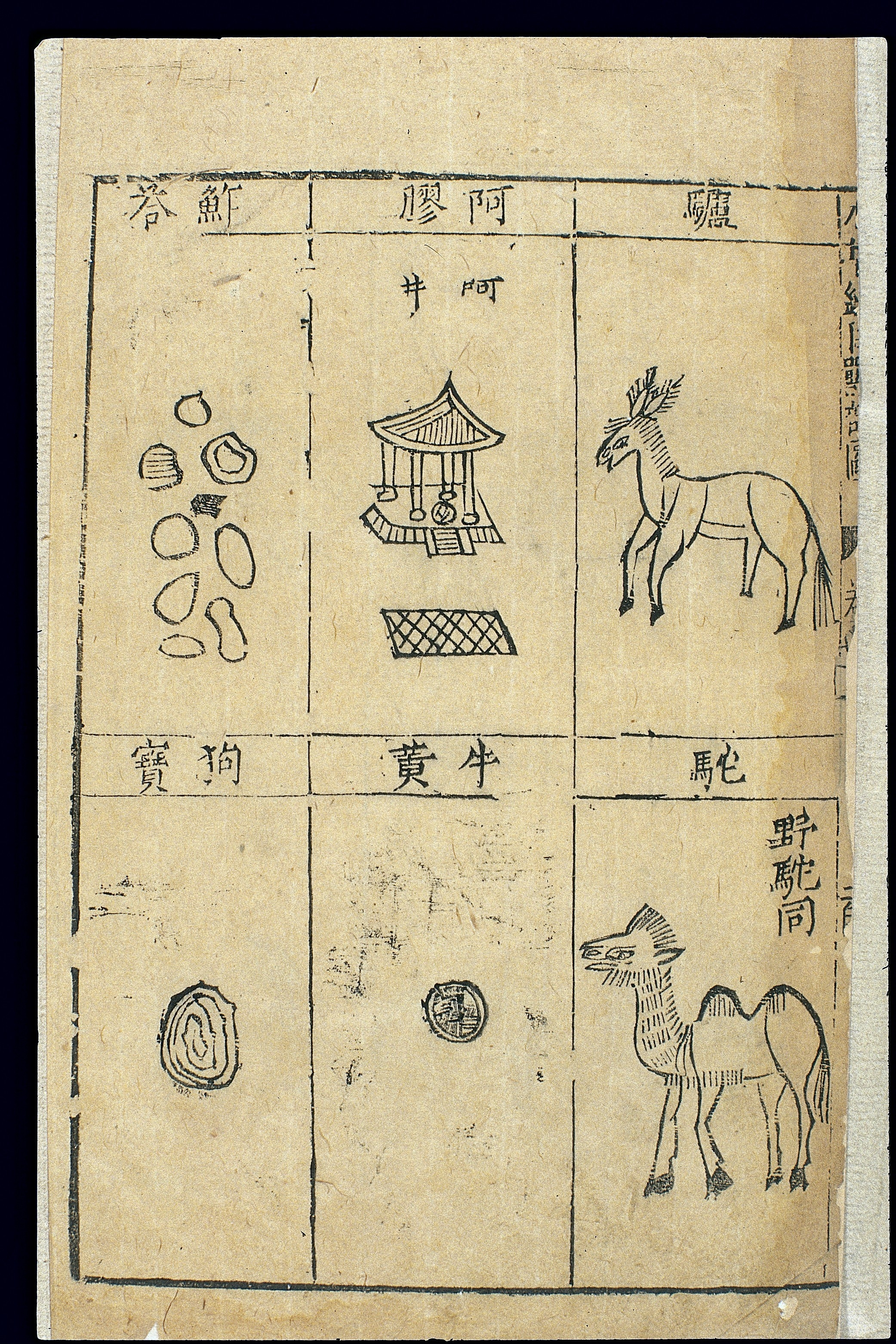
Описание эцзяо в медицинской энциклопедии Ли Шичжэня Бэньцао ганму

В медицинской энциклопедии «Бэньцао ганму», которую в XVI веке написал великий китайский врач и фармаколог эпохи Мин Ли Шичжэнь, описывается производство эцзяо в уезде Дунъэ провинции Шаньдун. Согласно трактату, лучшие сорта эцзяо имеют глубокий янтарный или блестящий чёрный цвет, похожий на цвет лакированных изделий. Шаньдунский эцзяо сладковатый, он «питает» инь (женское начало и внутренние органы), очищает кровь, останавливает кровотечение и предотвращает выкидыш. Кроме того, эцзяо помогает после обильной кровопотери, при менструальных нарушениях и послеродовой депрессии.
Согласно отчёту французского иезуита Доминика Парренина от 1723 года, в уезде Дунъэ существовал особый колодец, который обычно был запечатан. Его открывали в присутствии уполномоченных лиц лишь для того, чтобы взять из него воду для приготовления эцзяо, который шёл ко двору императора. Эцзяо традиционно готовили осенью и зимой — после сбора урожая и до начала марта. Для приготовления эцзяо использовали кожу недавно убитых упитанных чёрных ослов.  
Поскольку качественного сырья для эцзяо не хватало, недобросовестные ремесленники нередко обманывали потребителей и изготавливали «поддельные» препараты, используя для этого шкуры мулов, лошадей, верблюдов, свиней, а иногда даже старую кожаную обувь. К «поддельной» массе добавляли немного «настоящего» эцзяо и продавали этот препарат всем желающим. «Поддельный» эцзяо можно было отличить по его неприятному вкусу и запаху, в то время как «оригинальный» эцзяо был сладковатым.
Долгое время эцзяо являлся лечебно-профилактическим препаратом китайской элиты, однако в 1990-х годах он стал доступен стремительно растущему среднему классу страны, что вызвало всплеск спроса. Китайские животноводы не успевали за растущим спросом и фармацевтические компании стали массово импортировать ослиные шкуры, скупая их по всему миру в больших количествах. Продажи эцзяо в Китае выросли с 6,4 млрд юаней в 2008 году до 342,2 млрд юаней в 2016 году. Импорт ослиных шкур в Китай достиг 3 млн штук в год, при этом спрос вырос до 10 млн штук. Несмотря на то, что большая часть этих шкур приходится на чёрный рынок, 1 января 2017 года китайское правительство снизило импортные пошлины на ослов с 5 % до 2 %. В 2018 году китайский рынок эцзяо оценивался уже в 22 млрд долларов США. Около 40 % продаваемого в Китае эцзяо — фальсификат, производимый из шкур мулов, лошадей, овец, коз, верблюдов, коров и свиней.

## Производство

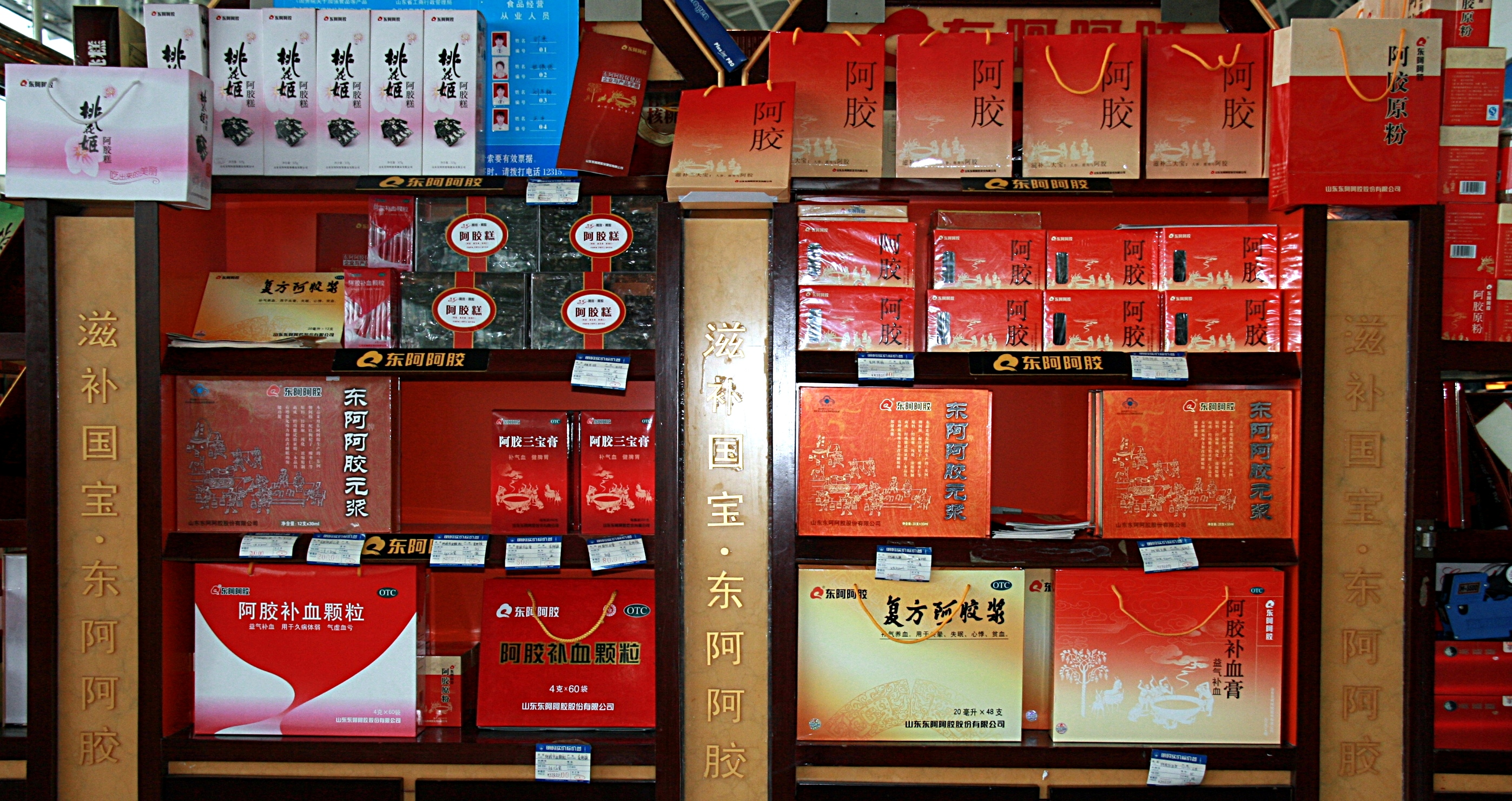
Прилавок с эцзяо в Цзинаньском аэропорту

Главными производителями эцзяо являются прибрежные китайские провинции Шаньдун, Цзянсу и Чжэцзян. Крупнейшим производителем является компания Dong’e Ejiao Co. из Ляочэна, акции которой котируются на Шэньчжэньской фондовой бирже (на эту компанию приходится около 80 % производимого в Китае препарата). Эцзяо производят из шкуры осла, которую долго вымачивают, а затем вываривают. Сладковатый препарат получают в виде сухого желатина или клейких шариков, покрытых порошком из раковин устриц. Также популярны драже, чаи, пудинги из эцзяо, которые употребляют с соусом.
Современные производители эцзяо испытывают нехватку сырья из-за сокращения популяции ослов и ограничений на экспорт шкур в Китай из Африки и Средней Азии. Дефицит шкур в сочетании с постоянным ростом спроса на эцзяо привели к тому, что цены на сырьё и препарат в Китае значительно выросли. В 2017 году в мире продали 1,8 млн ослиных шкур, при этом спрос достигал 10 млн шкур.

## Свойства и применение
Эцзяо сочетает в себе богатую минеральными веществами воду из провинции Шаньдун и коллаген, извлекаемый при варке ослиных шкур. В китайской традиционной медицине эцзяо применяют для улучшения кровообращения при анемии, для предотвращения выкидышей и преждевременного старения, для укрепления костей и повышения иммунитета, при кровотечении, диарее, головокружении, бессоннице, тахикардии, усталости, бесплодии и сухом кашле, для профилактики заболеваний печени, почек и лёгких, однако никакие клинические исследования не подтверждают пользу от препарата. Обычно 5—10 грамм эцзяо растворяют в горячей воде, чае или вине, добавляют в ликёр, смешивают с другими ингредиентами традиционной китайской медицины или принимают отдельно. Например, в провинции Шаньдун популярен десерт «Гу Юань Гао» (固元膏), в состав которого входят эцзяо, орехи, кунжут, финики и кулинарное вино. Также эцзяо добавляют в лечебные и косметические кремы, которые якобы помогают при трофических язвах на ногах и от других кожных заболеваний, омолаживают и осветляют кожу лица, разглаживают морщины.

## Сокращение поголовья ослов
Популярность эцзяо в Китае привела к тому, что начиная с 1990-х годов мировое поголовье домашних и диких ослов существенно сократилось. Спрос на шкуры вызвал рост цен, что в свою очередь спровоцировало увеличение краж ослов и жестокое обращение с животными в бедных районах Африки и Средней Азии. Многие страны мира, в том числе Сенегал, Мали, Нигер, Буркина-Фасо, Гана, Уганда, Танзания, Ботсвана, Пакистан, запретили экспорт живых ослов и ослиных шкур в Китай. Однако в этих странах быстро возник чёрный рынок — ослов либо убивают незаконно, либо вывозят контрабандой в соседние страны. В то же время, высокие цены на ослов способствовали строительству новых ферм и скотобоен в Монголии, Кыргызстане, Казахстане, Таджикистане, Индии, России, Египте, Судане, Чаде, Эфиопии, Кении, Зимбабве, ЮАР, Нигерии, Камеруне, Австралии, Бразилии и Перу (во многих скотобойнях и экспортных фирмах участвует китайский капитал). 
В Китае поголовье ослов сократилось с 11 млн в начале 1990-х годов до 6 млн в 2013 году и до 3 млн в 2017 году. С 2007 по 2017 год популяция ослов в Бразилии сократилась на 28 %, в Ботсване — на 37 %, в Кыргызстане — на 53 %. В Индии поголовье ослов сократилось с 2016 по 2018 год на 40 %, то есть за два года были убиты более 3 млн особей, а в Кении за тот же период популяция ослов сократилась на 70 %.